# Campionati europei di atletica leggera 2018 - Lancio del disco maschile
La specialità del lancio del disco maschile ai campionati europei di atletica leggera 2018 si è svolta presso l'Olympiastadion di Berlino il 7 e l'8 agosto 2018. La competizione è stata vinta dal lituano Andrius Gudžius.

## Podio
| Oro     | Andrius Gudžius Lituania    |
| Argento | Daniel Ståhl Svezia         |
| Bronzo  | Lukas Weißhaidinger Austria |

## Record
Prima di questa competizione, il record del mondo (RM), il record europeo (EU) ed il record dei campionati (RC) sono i seguenti:
| Record                | Prestazione | Atleta                     | Data                                       | Competizione            |
| --------------------- | ----------- | -------------------------- | ------------------------------------------ | ----------------------- |
| Record mondiale       | 74.08 m     | Jürgen Schult Germania Est | 6 giugno 1986 Neubrandenburg, Germania Est |                         |
| Record europeo        | 74.08 m     | Jürgen Schult Germania Est | 6 giugno 1986 Neubrandenburg, Germania Est |                         |
| Record dei campionati | 68.87 m     | Piotr Małachowski Polonia  | 1º agosto 2010 Barcellona, Spagna          | Campionati europei 2010 |

## Programma
| Data          | Ora   | Turno          |
| ------------- | ----- | -------------- |
| 6 agosto 2018 | 16:35 | Qualificazioni |
| 8 agosto 2018 | 19:40 | Finale         |

## Risultati

### Qualificazioni
Si qualificano alla finale gli atleti che lanciano 64.00 m (Q) o le dodici migliori misure (q).
| Pos | Gruppo | Atleta                   | Nazionalità                 | 1ª prova | 2ª prova | 3ª prova | Risultato | Note |
| --- | ------ | ------------------------ | --------------------------- | -------- | -------- | -------- | --------- | ---- |
| 1   | A      | Daniel Ståhl             | Svezia                      | 67,07 m  |          |          | 67,07 m   | Q    |
| 2   | B      | Simon Pettersson         | Svezia                      | x        | 64,82 m  |          | 64,82 m   | Q    |
| 3   | A      | Alin Alexandru Firfirica | Romania                     | 59,99 m  | 62,34 m  | 64,79 m  | 64,79 m   | Q    |
| 4   | B      | Andrius Gudžius          | Lituania                    | 60,49 m  | x        | 64,30 m  | 64,30 m   | Q    |
| 5   | B      | Gerd Kanter              | Estonia                     | 64,18 m  |          |          | 64,18 m   | Q    |
| 6   | A      | Mykyta Nesterenko        | Ucraina                     | 60,62 m  | 59,55 m  | 63,34 m  | 63,34 m   | q    |
| 7   | A      | Robert Harting           | Germania                    | 62,69 m  | 63,29 m  | x        | 63,29 m   | q    |
| 8   | B      | Viktor Butenko           | Atleti Neutrali Autorizzati | 60,86 m  | x        | 62,63 m  | 62,63 m   | q    |
| 9   | B      | Lolassonn Djouhan        | Francia                     | 59,26 m  | 62,54 m  | x        | 62,54 m   | q    |
| 10  | A      | Apostolos Parellīs       | Cipro                       | 60,50 m  | 60,18 m  | 62,32 m  | 62,32 m   | q    |
| 11  | A      | Lukas Weißhaidinger      | Austria                     | x        | 59,48 m  | 62,26 m  | 62,26 m   | q    |
| 12  | B      | Ola Stunes Isene         | Norvegia                    | 58,45 m  | 62,19 m  | 58,41 m  | 62,19 m   | q    |
| 13  | A      | Martin Kupper            | Estonia                     | 62,03 m  | 62,13 m  | x        | 62,13 m   |      |
| 14  | B      | Robert Urbanek           | Polonia                     | 60,93 m  | 61,25 m  | 62,00 m  | 62,00 m   |      |
| 15  | A      | Róbert Szikszai          | Ungheria                    | 61,66 m  | 61,82 m  | x        | 61,82 m   |      |
| 16  | B      | Guðni Valur Guðnason     | Islanda                     | x        | 61,36 m  | 57,39 m  | 61,36 m   |      |
| 17  | A      | Axel Härstedt            | Svezia                      | 61,19 m  | x        | 59,38 m  | 61,19 m   |      |
| 18  | A      | Hannes Kirchler          | Italia                      | 57,94 m  | 59,44 m  | 60,42 m  | 60,42 m   |      |
| 19  | A      | Daniel Jasinski          | Germania                    | x        | 60,10 m  | 59,15 m  | 60,10 m   |      |
| 20  | B      | Zoltán Kővágó            | Ungheria                    | 58,91 m  | 59,29 m  | x        | 59,29 m   |      |
| 21  | A      | Giovanni Faloci          | Italia                      | 57,75 m  | 57,20 m  | 59,27 m  | 59,27 m   |      |
| 22  | B      | Erik Cadée               | Paesi Bassi                 | 57,97 m  | x        | x        | 57,97 m   |      |
| 23  | B      | Nazzareno Di Marco       | Italia                      | 57,49 m  | 56,87 m  | 55,86 m  | 57,49 m   |      |
| 24  | B      | Lois Maikel Martinez     | Spagna                      | x        | x        | 54,56 m  | 54,56 m   |      |
|     | B      | Christoph Harting        | Germania                    | x        | x        | x        | nm        |      |
|     | A      | Piotr Małachowski        | Polonia                     | x        | x        | x        | nm        |      |

### Finale
| Pos     | Atleta                   | Nazionalità                 | 1ª prova | 2ª prova | 3ª prova | 4ª prova | 5ª prova | 6ª prova | Risultato | Note                                     |
| ------- | ------------------------ | --------------------------- | -------- | -------- | -------- | -------- | -------- | -------- | --------- | ---------------------------------------- |
| Oro     | Andrius Gudžius          | Lituania                    | 65,75 m  | 62,89 m  | 67,19 m  | 67,66 m  | x        | 68,46 m  | 68,46 m   |                                          |
| Argento | Daniel Ståhl             | Svezia                      | x        | x        | 64,20 m  | 68,23 m  | x        | x        | 68,23 m   |                                          |
| Bronzo  | Lukas Weißhaidinger      | Austria                     | 63,05 m  | 62,00 m  | x        | 63,98 m  | 65,14 m  | 64,50 m  | 65,14 m   |                                          |
| 4       | Simon Pettersson         | Svezia                      | x        | 63,00 m  | x        | x        | x        | 64,55 m  | 64,55 m   |                                          |
| 5       | Gerd Kanter              | Estonia                     | 59,30 m  | 63,31 m  | 62,72 m  | 62,97 m  | 63,29 m  | 64,34 m  | 64,34 m   |                                          |
| 6       | Robert Harting           | Germania                    | 61,09 m  | 63,45 m  | x        | 64,33 m  | 63,38 m  | 63,38 m  | 64,33 m   |                                          |
| 7       | Alin Alexandru Firfirica | Romania                     | 58,43 m  | 63,30 m  | 61,02 m  | 60,45 m  | 63,23 m  | 63,73 m  | 63,73 m   |                                          |
| 8       | Apostolos Parellīs       | Cipro                       | 63,62 m  | 61,24 m  | 60,88 m  | 61,29 m  | 62,62 m  | 60,98 m  | 63,62 m   | Miglior prestazione personale stagionale |
| 9       | Viktor Butenko           | Atleti Neutrali Autorizzati | 60,11 m  | 61,42 m  | 62,24 m  |          |          |          | 62,24 m   |                                          |
| 10      | Lolassonn Djouhan        | Francia                     | x        | 56,85 m  | 61,89 m  |          |          |          | 61,89 m   |                                          |
| 11      | Ola Stunes Isene         | Norvegia                    | x        | 59,41 m  | 59,56 m  |          |          |          | 59,56 m   |                                          |
| 12      | Mykyta Nesterenko        | Ucraina                     | x        | 55,01 m  | 57,66 m  |          |          |          | 57,66 m   |                                          |